# المغاربة في إسبانيا
المغاربة في إسبانيا هم أقلية تشكل نسبة 16.4٪ من أصل 4.549.858 أجنبيًا في إسبانيا طبقًا لإحصاء تم في 1 يناير 2017.  ويعدون أكبر مجموعة أجنبية في إسبانيا، بعد الرومانيين في عام 2007. في عام 2003، قُدر أنهم يشكلون حوالي 6٪ من جميع المغاربة في الخارج.

## تاريخ الهجرة
قبل عام 1985، لم يكن المغاربة بحاجة إلى تأشيرات لدخول إسبانيا. هاجر العديد من الشباب للعمل الموسمي أو المؤقت في الزراعة والصناعة، وكان بعضهم يتنقل بين المغرب وإسبانيا دون استقرار. قيد قانون الهجرة الإسباني الجديد الذي تم تطبيقه سنة 1985 الهجرة، ولم ينص على منح تصاريح إقامة دائمة. في عام 1989، تم تشكيل رابطة العمال المهاجرين من قبل مجموعة من العمال المغاربة للدفاع عن حقوقهم في العمل. في أواخر عام 1992، أظهرت الإحصاءات الرسمية فقط 16.665 مغربيًا مقيمًا في إسبانيا (منهم 14,998 يعيشون في البر الرئيسي لإسبانيا). في السنوات التالية، جاء العديد من المغاربة لشغل وظائف في قطاعات الزراعة والضيافة والبناء والخدمات. بحلول عام 2000، زاد عدد المهاجرين إلى 20,1182 فردًا. وتغيرت تركيبتهم الإجتماعية أيضاً مع وجود نسبة أعلى من النساء.
شهد العام 2000 تحولًا في قوانين الهجرة الإسبانية؛ حيت تمت المصادقة على القانون رقم 4/2000 الذي وفر آليات لجمع شمل الأسرة وتنظيم المهاجرين غير الشرعيين والحصول على الإقامة الدائمة. بحلول عام 2008، أظهرت إحصائيات رسمية وجود 752،695 مهاجر شرعي مغربي مقيم في إسبانيا. ابتداءً من سبتمبر من نفس العام ، قدمت السلطات الإسبانية عروضا للمهاجرين العاطلين عن العمل إذا وافقوا على إلغاء إقامتهم ومغادرة البلاد، حيث أظهرت إحصائيات رسمية أن 82.262 من المغاربة عاطلون عن العمل في إسبانيا، لكن رغم ذلك استمر عدد سكان إسبانيا المغاربة في النمو خلال العام، ووصل إلى 858.000 بحلول بداية العام 2011 ، بنسبة زيادة 8.8٪ مقارنة بعام 2008. 

## المجتمع المدني
توجد بعض جمعيات المجتمع المدني المهتمة بشؤون مغاربة إسبانيا مثل:

### جمعية الطلبة المغاربة بإسبانيا
جمعية الطلبة المغاربة بإسبانيا، أو شبكة الطلبة المغاربة في إسبانيا، تأسست في مدريد بهدف تعزيز التعاون بين الشباب المغربي والإسباني بحضور سفيرة المغرب بإسبانيا كريمة بنعيش، وتهتم بتطوير المبادرات الاجتماعية والأكاديمية الداعمة لإدماج الطلبة المغاربة في الجامعات الإسبانية.

## التطرف
من بين الجهاديين 235 الذين اعتقلوا أو قتلوا في إسبانيا بين 2013-2017 ، كان حوالي 46 ٪ من أصل مغربي, وولد 53٪ منهم في المغرب، و غالبيتهم من منطقة الريف. 